# Вилано Бич (Флорида)
Вилано Бич (енгл. Villano Beach) насељено је место без административног статуса у америчкој савезној држави Флорида.

## Демографија
По попису из 2010. године број становника је 2.678, што је 145 (5,7%) становника више него 2000. године.
| Група             | 2000.         | 2010.         |
| Белци             | 2.435 (96,1%) | 2.498 (93,3%) |
| Афроамериканци    | 12 (0,5%)     | 11 (0,4%)     |
| Азијати           | 18 (0,7%)     | 27 (1,0%)     |
| Хиспаноамериканци | 35 (1,4%)     | 102 (3,8%)    |
| Укупно            | 2.533         | 2.678         |